# 聖弗蘭西斯科倫帕
聖弗蘭西斯科倫帕（西班牙語：San Francisco Lempa），是薩爾瓦多的城鎮，位於該國西北部，由查拉特南戈省負責管轄，面積11平方公里，海拔高度204米，2007年人口862，人口密度每平方公里78.36人。
13°58′N 89°1′W / 13.967°N 89.017°W